# Ștei

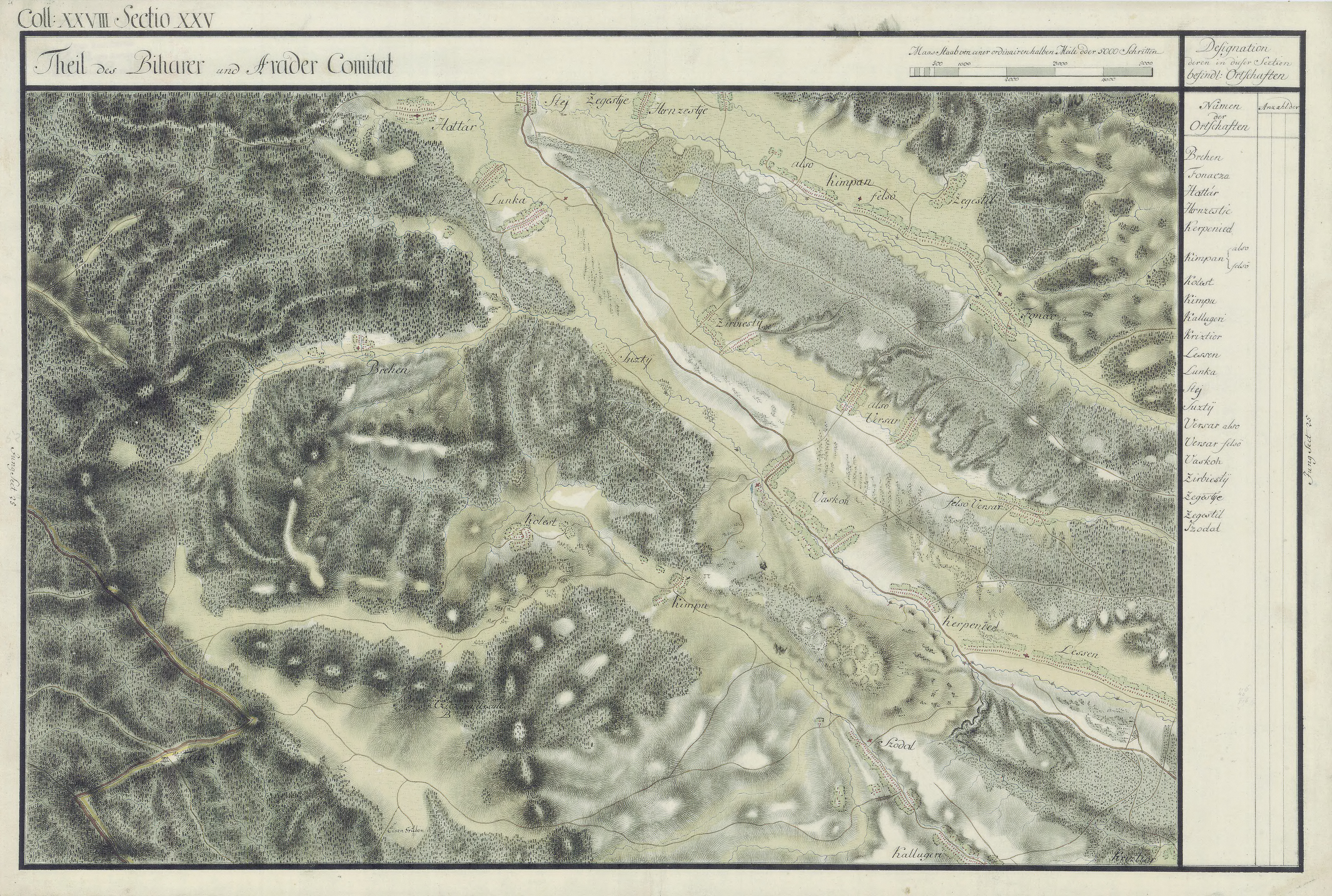
Ștei nella Mappa Giuseppina 1782-85

Ștei  (in ungherese Vaskohsziklás) una città della Romania nel distretto di Bihor, nella regione storica della Transilvania.

## Geografia fisica

### Territorio
La città si trova a 10 km da Vașcău e Nucet e a 20 km dal municipio Beiuș, nel sud-est della regione. Si estende su una superficie di 657 ettari. Si trova a circa 275 m s.l.m. È attraversato dal fiume Nero (in rumeno crişul Negru).

### Clima
La temperatura media è di 9-10 °C. In inverno si è arrivato fino a −21,3 °C, in estate a +41,2 °C.

## Storia
La località Ștei viene menzionata per la prima volta in documenti risalenti al 1580 sotto il nome di Skeey. Altri documenti antichi la menzionano sotto il nome di Skey (1588), Stey (1692), Stejj (1825), Stej (1851).
Mentre si costruiva la ferrovia che la collegava a Băița è stato scoperto un tesoro composto da varie monete ungare e serbe, datate intorno al XII- XIII secolo.
Durante la prima guerra mondiale sono caduti 7 uomini del posto, che vengono ricordati da una croce di marmo, posta nei pressi della chiesa. Il paese è stato liberato il 19 aprile 1919.
Durante la seconda guerra mondiale, nel settembre del 1944, il paese è stato bombardato dagli aerei tedeschi che attaccavano le truppe russe.
Nel luglio del 1956 la località fu dichiarata città.
Nei pressi della città vennero trovate delle miniere di uranio e l'estrazione intensiva di questo, che durò circa 10 anni, la portò alla prosperità. Il suo sviluppo è dovuto anche alla presenza dei militari sovietici.
Ha portato il nome di Dr. Petru Groza dal 1958 all'aprile del 1989, fino al 1990 si chiamò Petru Groza. Da allora è chiamata Ștei.

## Monumenti e luoghi d'interesse
La città ha 2 chiese. La più antica fu costruita nel 1924 e nel 1971 fu decorata con affreschi.
Vicino alla città c'è un lago artificiale, immerso nella natura.

## Economia
Agli inizi l'economia ruotava intorno al settore primario infatti si hanno delle testimonianze che attestano che nel 1937 c'erano: 207 contadini, 40 boscaioli e 3 fabbri. Solo dopo il 23 agosto 1944 il settore industriale assume maggiore importanza.
L'economia della città si è sviluppata dagli anni '50, con l'estrazione dell'uranio, sotto il governo comunista. Quando la miniera fu chiusa rimasero comunque una fabbrica tessile e una di metalmeccanici. Il settore terziario è in continua espansione.

## Popolazione
Ștei nel 2007 aveva una popolazione di 8 798 abitanti, con la seguente composizione per età:
- 0-14 anni, 1410
- 15-64 anni, 3215
- 65 anni e oltre, 4625.

La maggior parte della popolazione è ortodossa.

## Amministrazione

### Gemellaggi
- Hajdúdorog, dal 1992